# 于埃
于埃（法語：Huest，法語發音：[y'e] ⓘ）是法国厄尔省的一个市镇，属于埃夫勒区。

## 地理
于埃（49°2'21"N, 1°12'22"E）面积6.57 平方千米，位于法国诺曼底大区厄尔省，该省份为法国北部内陆省份，北起滨海塞纳省，西接奧恩省和卡爾瓦多斯省，南至厄尔-卢瓦省，东临瓦兹省、瓦兹河谷省和伊夫林省。
与于埃接壤的市镇（或旧市镇、城区）包括：萨塞、埃夫勒、福维尔、戈谢勒、格拉维尼、米斯雷。
于埃的时区为UTC+01:00、UTC+02:00（夏令时）。

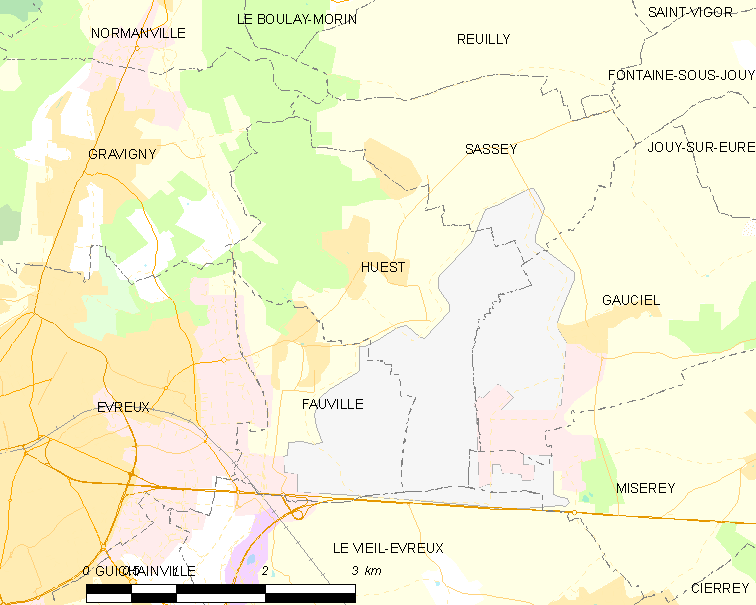
于埃的OSM定位图

## 行政
于埃的邮政编码为27930，INSEE市镇编码为27347。

## 政治
于埃所属的省级选区为埃夫勒第三县。

## 人口

1962-2008年间于埃人口变化图示

于埃于2022年1月1日时的人口数量为776人。